# Narancsdalnok
A narancsdalnok (Epthianura aurifrons) a madarak osztályának verébalakúak (Passeriformes) rendjébe és a mézevőfélék (Meliphagidae) tartozó faj.

## Rendszerezése
A fajt John Gould angol ornitológus írta le 1838-ban.

## Előfordulása
Ausztrália területén honos. Természetes élőhelyei a szubtrópusi és trópusi cserjések, füves puszták, szavannák és sivatagok, valamint szántóföldek. Kóborló faj.

## Megjelenése
Testhossza 11–12 centiméter, testtömege 8–13 gramm.

## Életmódja
Főleg rovarokkal táplálkozik.

## Természetvédelmi helyzete
Az elterjedési területe rendkívül nagy, egyedszáma pedig stabil. A Természetvédelmi Világszövetség Vörös listáján nem fenyegetett fajként szerepel.